# Gesellschaft der Pfälzischen Nordbahnen

Obligation der Pfälzischen Nordbahn-Gesellschaft von 1880

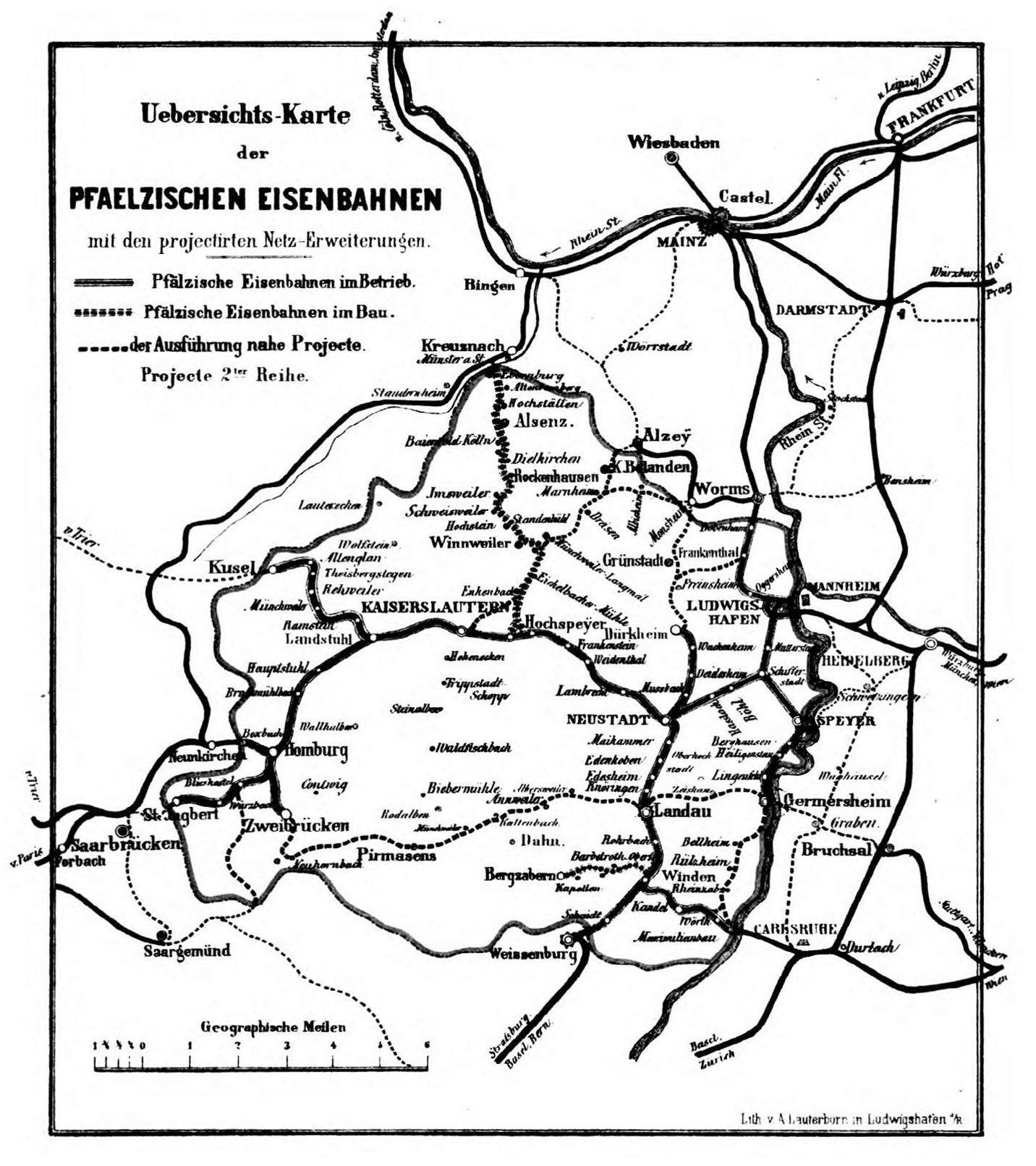
Streckenkarte der Pfälzischen Eisenbahnen mit Stand 1870

Die Gesellschaft der Pfälzischen Nordbahnen – kurz Pfälzer Nordbahn genannt – wurde am 17. April 1866 als letzte der drei großen Privatbahnen in der bayerischen Pfalz gegründet.

## Geschichte
Die Pfälzer Nordbahn überließ von Anfang an die Verwaltung und Betriebsführung ihrer Bahnen der Pfälzischen Ludwigsbahn. Da diese und die Pfälzische Maximiliansbahn-Gesellschaft in der Mitte und im Süden der Pfalz bereits die Grundlinien ihrer Schienennetze aufgebaut hatten, blieb für die Pfälzer Nordbahn nur der Bereich nördlich der Achse Ludwigshafen–Kaiserslautern–Homburg als Betätigungsfeld übrig.

### Von Landstuhl nach Kusel
Als erste Strecke der neuen Gesellschaft wurde die Bahnstrecke Landstuhl–Kusel als Nebenbahn gebaut. Nachdem durch die Ludwigsbahn und durch die preußische Nahetalbahn die peripheren Verkehrslinien gebaut waren, suchte man auch im Nordpfälzer Bergland den Anschluss an die Eisenbahn. So gab es auch schon 1856 zur Zeit der Projektierung der Nahetalbahn eine Initiative in Offenbach am Glan, welche eine Linienführung über Lauterecken, Altenglan und Kusel nach St. Wendel vorschlug. Zusätzlich wurde eine Bahnanbindung durch den 1862 mit Frankreich geplanten Handelsvertrag interessant, bei dem es auch um die Lieferung von Basaltsteinen zur Pflasterung der Hauptstadt Paris ging. Bahnkomitees in Ramstein und Kusel beschäftigten sich mit dem Projekt. So versprach der Kuseler Stadtrat in der Sitzung vom 20. Juni 1862 den für Bahnhofsgebäude und den Bahnkörper benötigten Grund und Boden unentgeltlich zur Verfügung zu stellen. Von anderen an der Strecke liegenden Gemeinden kamen gleichlautende Angebote. 1863 erschien dann in Kusel eine Denkschrift mit dem Titel Erbauung einer Zweigbahn von Landstuhl nach Kusel durch das Moorbach-, Glan- und Kuselbachtal, in welcher auch die wirtschaftlichen Grundlagen für die neue Bahnlinie beleuchtet wurden. Die Bemühungen des Bahnkomitees hatten Erfolg und mündeten in ein am 10. Juli 1865 durch den Bayerischen Landtag verabschiedetes Gesetz zum Bau der Bahn, welches den Kapitalgebern eine Zinsgarantie von 4 % zusprach. Die Baukonzession folgte am 10. Januar 1866. Die nun gleichzeitig in der Nordpfalz stattfindenden Projekte – Kuseler Bahn, Alsenztalbahn – veranlassten König Ludwig II. der Gesellschaft der Pfälzischen Ludwigsbahn die Erlaubnis zu erteilen, eine neue Aktiengesellschaft unter dem Namen Actiengesellschaft der Pfälzischen Nordbahnen zu errichten. Am 15. Februar 1866 konstituierte sich die Aktiengesellschaft, am 18. Juni 1866 wurde der Gesellschaftsvertrag notariell beurkundet. Der Bau der Strecke bot keine nennenswerten Schwierigkeiten. Bei Rammelsbach mussten einige Hügel eingeschnitten werden. Dies stelle sich aber als Vorteil für die Bahn heraus, da es sich um Diorit-Gestein handelte. So belebten in der Folge die als Steinbruch genutzten Einschnitte nachhaltig den Güterverkehr. Am 28. August 1868 lief der erste Güterzug in Kusel ein, vermutlich mit Baumaterialien beladen; am 22. September 1868 erfolgte die Einweihung. Die gesamten Baukosten betrugen 1.775.379 kr.

### Von Hochspeyer nach Bad Münster/Ebernburg (Alsenztalbahn)
Diese Strecke – in der Folge auch als Alsenztalbahn bekannt – wurde noch vor der Fusion der Pfälzischen Eisenbahngesellschaften im Jahr 1870 begonnen, aber erst nach der Fusion im Oktober 1870 abgeschlossen. Der Geschäftsbericht der Ludwigsbahn von 1859/60 greift eine Anregung für den Bau einer Bahn von Hochspeyer über Winnweiler nach Bad Kreuznach auf. Ein 1859 konstituiertes Komitee hatte sich für den Bau einer Transitbahn von Bingen durch das Alsenztal nach Neustadt und weiter nach Weißenburg ins Elsass und die Schweiz starkgemacht, mit der man die Linie der linksrheinischen Verkehre aufnehmen und so von der rechtsrheinischen Linie Frankfurt–Basel abziehen und an die Pfälzischen Eisenbahnen binden wollte. So wurde 1863 von der Ludwigsbahn als technische Hilfeleistung die Trassierung geprüft und berechnet. Der Bayerische Landtag verabschiedete am 10. Juli 1865 ein Gesetz, welches den Kapitalgebern des Bahnprojekts einen Zins von 4 % gewährte. Ein am 28. Oktober 1865 mit Preußen abgeschlossener Staatsvertrag regelte den Anschluss der projektierten Alsenztalbahn an die preußische Nahe-Bahn. Am 10. Januar 1866 wurde die Baukonzession bestätigt. Die darauf am 15. Februar 1866 folgende Ausschreibung für das Baukapital fand vollständige Deckung. Ebenfalls am 15. Februar konstituierte sich die Aktiengesellschaft der Pfälzischen Nordbahnen, deren Gesellschaftervertrag am 18. Juni 1866 notariell beurkundet wurde.
Im Herbst 1868 wurde der Bau begonnen, der gleichzeitig von vier Sektionen in Hochspeyer, Winnweiler, Alsenz und Ebernburg aus betrieben wurde. Die Trasse wurde von Beginn an auf zwei Gleise angelegt, wobei nur eines ausgeführt wurde. Störend auf den Baufortschritt bzw. die Fertigstellung wirkten sich sowohl der Krieg von 1870/71 als auch der erst spät geregelte Anschluss an die Nahe-Bahn in Bad Münster/Ebernburg aus. Am 29. Oktober 1870 konnte der Abschnitt Hochspeyer-Winnweiler, am 16. Mai 1871 schließlich die komplette Strecke in Betrieb genommen werden.

## Die Fusion
Als sich am 1. Januar 1870 die Pfälzische Nordbahn mit den beiden anderen Pfälzer Bahngesellschaften zu der Verwaltungs- und Betriebsgemeinschaft der Pfälzischen Eisenbahnen zusammenschloss, übernahm sie auch die gesamten Aktien der Neustadt-Dürkheimer Eisenbahn-Gesellschaft, deren 1865 eröffnete Strecke bis zu diesem Zeitpunkt von der Pfälzer Ludwigsbahn verwaltet worden war.
Mit der Zustimmung der Bayerischen Regierung zu dieser Fusion war sowohl die Verpflichtung zum Bau weiterer Strecken als auch eine staatliche Zinsgarantie von 4,5 % auf Bau- und Einrichtungskapital für 35 Jahre verbunden. Damit einher ging der Aufbau einer neuen Verwaltungsstruktur. Die weiteren Details zur Entwicklung nach 1870 stehen im Hauptartikel Pfälzische Eisenbahnen.
Danach erst begannen der Bau bzw. die Fertigstellung der wichtigsten Nordbahnstrecken:
- Die Alsenztalbahn Hochspeyer–Enkenbach–Langmeil–Winnweiler–Bad Münster (50,17 km) führte am 29. Oktober 1870 bis Winnweiler und war am 16. Mai 1871 vollendet. Vom Bahnhof Alsenz zweigte am 1. Oktober 1903 noch eine Schmalspurbahn nach Obermoschel ab.
- 1875 wurde die Bahnstrecke Kaiserslautern–Enkenbach eröffnet.
- Von Marnheim an der späteren Donnersbergbahn ermöglichte die Zellertalbahn ab 23. Oktober 1872 eine Verbindung über Harxheim-Zell zum rheinhessischen Knotenpunkt Monsheim.
- An der heutigen Weinstraße entlang führte seit 1873 die Strecke Dürkheim über Freinsheim–Grünstadt–Bockenheim–Kindenheim ebenfalls nach Monsheim (22 km). Sie erhielt am 15. Oktober 1877 eine Querverbindung von Freinsheim nach Frankenthal (14 km).
- Die Donnersbergbahn Langmeil–Marnheim–Kirchheimbolanden–Alzey (35 km) entstand in den Jahren 1873/74. Dazu gehörte auch der Abschnitt Kaiserslautern–Eselsfürth–Enkenbach (13 km), der am 15. Mai 1875 dazukam.
- Ab 24. Juni 1876 verkehrte die Eistalbahn Grünstadt–Ebertsheim Bf–Eisenberg (9 km) mit der 1895 eröffnete Stichbahn Ebertsheim Hp–Hettenleidelheim (4 km).
- Die am 15. November 1883 in Betrieb genommene Lautertalbahn Kaiserslautern–Wolfstein–Lauterecken (35 km), erhielt im Glantal 1896/97 die Fortsetzung (21 km) über Meisenheim nach Odernheim–Staudernheim und am 1. Mai 1904 auf dem rechten Naheufer von Odernheim nach Bad Münster am Stein (16 km).
- Der Bahnhof Grünstadt wurde am 15. September 1900 Ausgangspunkt einer Verbindung zum Weiler Neuoffstein der Worms-Offsteiner Bahn der Süddeutschen Eisenbahn-Gesellschaft (7 km)
- am 1. März 1903 kam die Bahnstrecke Grünstadt–Altleiningen (11 km) dazu und am 1. Oktober 1903 die schmalspurige Strecke Alsenz – Obermoschel
- Schließlich ermöglichte ab 1. Mai 1904 die Inbetriebnahme der Teilstrecken Homburg–Glan–Münchweiler (22 km) und Altenglan–Offenbach-Hundheim–Lauterecken–Grumbach (20 km) den durchgehenden Verkehr zwischen Mainz und Saarbrücken, der auch aus militärischen Gründen erwünscht war.

Am 1. Januar 1909 ging die Pfälzische Nordbahn zusammen mit den übrigen zu den Pfälzischen Eisenbahnen gehörenden Gesellschaften in das Eigentum der Bayerischen Staatseisenbahnen über.